# Aconcágua
Aconcágua (pronunciação espanhola: [akoŋkaɣwa]) é a montanha mais alta fora da Ásia, com 6.961 metros de altitude, e, por extensão, o ponto mais alto tanto no hemisfério ocidental quanto no hemisfério sul. Ele está localizado na Cordilheira dos Andes, na província de Mendoza, Argentina, e está situado 112 quilômetros a noroeste de sua capital, a cidade de Mendoza. O cume também está localizado a cerca de 5 km da Província de San Juan e a 15 quilômetros da fronteira internacional com o Chile; é um dos Sete Cumes.
O Aconcágua é delimitado pelo Valle de las Vacas ao norte e a leste e pelo Valle de los Horcones Inferior a oeste e sul. A montanha e seus arredores são parte do Parque Provincial Aconcágua. A montanha tem uma série de geleiras. O maior glaciar é o Ventisquero Horcones Inferior, com cerca de 10 km de comprimento, que desce a partir da face sul da montanha por cerca de 3600 m de altitude, perto do acampamento Confluência. Dois outros grandes sistemas geleira são o Ventisquero de las Vacas Sur e Glaciar Este/Ventisquero Relinchos a cerca de 5 km de comprimento. A mais conhecida é a do nordeste ou Glaciar dos Polacos, pois é uma rota comum de subida.
A montanha foi criada pela subducção da placa de Nazca sob a placa sul-americana durante a geologicamente recente orogenia andina; mas não é um vulcão.  A origem do nome é contestada; é a partir do mapuche Aconca-Hue, que remete para o rio Aconcágua e significa "vem do outro lado", o quéchua Ackon Cahuak, que significa "Sentinela de Pedra", ou Anco Cahuac, "Sentinela Branco", ou ainda o termo aimará Janq'u Q'awa, "Ravina Branca" ou "Livro Branco".

## História
A primeira tentativa de chegar ao cume foi feita por um europeu em 1883 por um grupo liderado pelo geólogo e explorador alemão Paul Güssfeldt. A rota que ele usou é agora o itinerário normal até a montanha. A primeira subida registrada foi feita em 1897 por uma expedição europeia liderada pelo alpinista britânico Edward FitzGerald, que não conseguiu atingir o cume ao longo de oito tentativas entre dezembro de 1896 e fevereiro 1897, mas o guia da expedição suíço, Matthias Zurbriggen, alcançou o cume em 14 de janeiro. Na tentativa final de um mês depois, dois outros membros da expedição, Stuart Vines e Nicola Lanti, alcançaram o cume, em 13 de fevereiro.

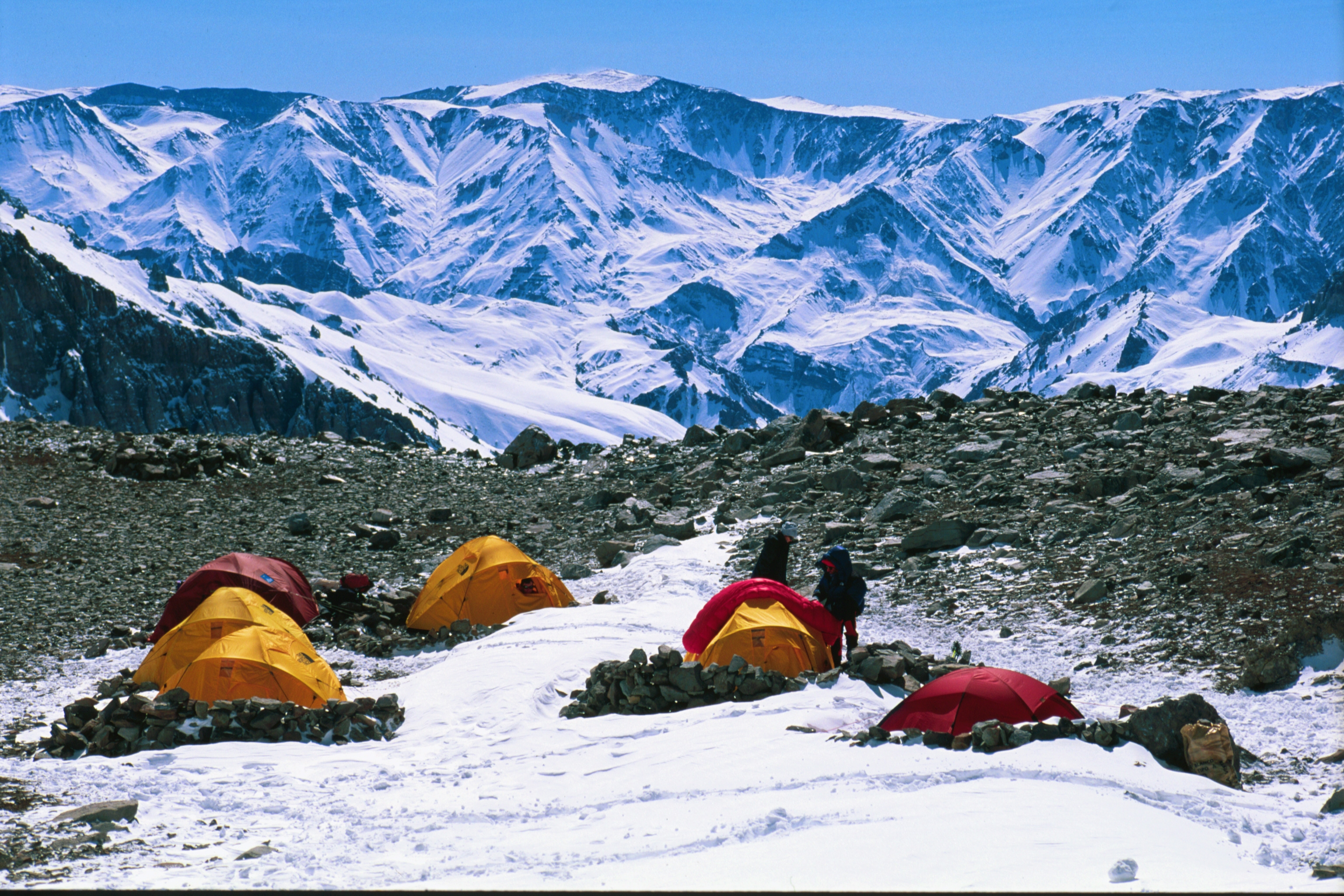
Acampamento 1

O lado leste do Aconcágua foi escalado pela primeira vez por uma expedição polaca, com Konstanty Narkievicz-Jodko, Stefan Daszynski, Wiktor Ostrowski e Stefan Osiecki, em 9 de março de 1934, sobre o que é agora conhecido como o Glaciar dos Polacos. A rota através da face sudoeste foi feita pela primeira vez ao longo de sete dias em janeiro de 1953 pela equipe suíço-argentina de Frederico e Dorly Marmillod, Francisco Ibanez e Fernando Grajales. A famosa difícil face sul da montanha foi conquistada por uma equipa francesa liderada por René Ferlet. Pierre Lesueur, Adrien Dagory, Robert Paragot, Edmond Denis, Lucien Berardini e Guy Poulet chegaram ao cume depois de um mês de esforço, em 25 de fevereiro de 1954.
A pessoa mais jovem a chegar ao cume foi Tyler Armstrong, da Califórnia. Ele tinha nove anos de idade quando alcançou o cume em 24 de dezembro de 2013. A pessoa mais velha a escalar foi Scott Lewis, que alcançou o cume em 26 de Novembro, de 2007, quando ele tinha 87 anos de idade.

## Acesso

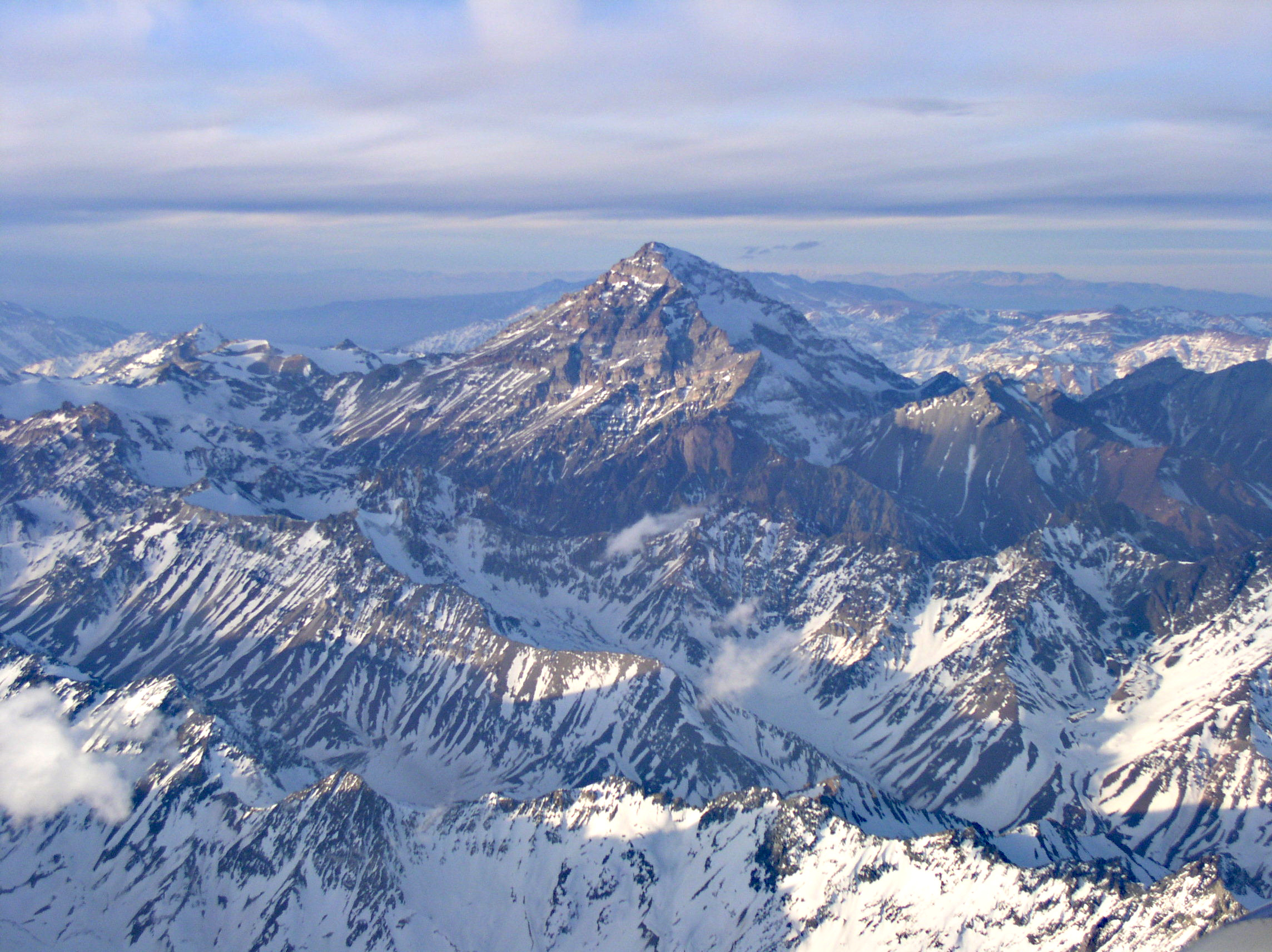
Imagem aérea do Aconcágua

Possui três vias de acesso: a normal, o Glaciar dos Polacos e a Parede Sul. A mais frequentada é a rota normal ou noroeste, que apresenta menos obstáculos técnicos - mesmo assim, não é recomendada para aventureiros não aclimatados ou não experientes.[carece de fontes?] As outras duas requerem escalada em gelo e rocha. A sua silhueta árida, os cumes gelados, o deserto de um lado e o oceano do outro mostram a magnitude e a magia da natureza.
Por ser a montanha mais alta da América desafia todos os anos montanhistas de todo mundo a escalá-la. Existem alguns locais para acampamentos para quem deseja realizar a subida da montanha: Confluência a 3368 m de altitude, Plaza de Mulas 4370 m – que é o acampamento base –, Nido de Condores a 5560 m e Berlim a 5926 m.
Apesar de sua altitude, o Aconcágua não é uma montanha difícil de ser escalada do ponto de vista técnico, pois para atingir o seu cume pela rota normal não é necessário que o montanhista realize escaladas técnicas. Porém, a subida pela face sul do Aconcágua é considerada uma das mais perigosas do mundo.[carece de fontes?] Para superar blocos de gelo do tamanho de edifícios são necessários bom conhecimento técnico e enorme capacidade física.
O desafio que a montanha apresenta é um teste de resistência física pois o montanhista tem que superar o frio e a falta de oxigênio comum às grandes altitudes. O Aconcágua foi escalado pela primeira vez pelo suíço Mathias Zürbriggen em 1897.
Em 2002, Rodrigo Raineri e Vitor Negrete formaram a única dupla brasileira a escalar a Face Sul do Aconcágua, bem como a Rota Noroeste em pleno inverno, em 2004. Em 24 de dezembro de 2013, Tyler Armstrong, um menino norte-americano de nove anos, alcançou o monte Aconcágua.